# Різня (річка)
Рі́зня (пол. Ryznia, Ryznica) — річка в Україні, у Коростенському районі Житомирської області; належить до басейну річки Ірша (басейн Дніпра) та є її лівою притокою.

## Географія
Басейн річки Різня розміщений в межах лісової зони Малинського району. Протікає по рівнинній території. Бере свій початок за 400 м на південь від села Лісове на висоті близько 170 м над рівнем моря неподалік однойменного урочища Різня. Тече у східному напрямку до впадіння річки Романівка, далі на південний схід до впадіння в річку Ірша на 6,6 км від її гирла неподалік від сіл Білий Берег та Заруддя (наразі впадає поза законом як канал в став площею до 52 га біля Заруддя). Гирло Різні знаходиться на висоті близько 127 м над рівнем моря.
Довжина — 30,6 км; площа басейну — 401 км²; швидкість течії — 0,3 м/с; ґрунт дна — піщаний; абсолютні відмітки урізу води — 127,5 м (село Любовичі), 136,9 м (село Різня). Похил річки — 1,2 м/км. Долина шириною до 2 км. Заплава шириною 500 м, подекуди заболочена. Річище слабо звивисте шириною до 10 м, відрегульоване.

## Притоки
Найбільшими притоками Різні є:
Праві:
- р. Мутвиця (довжина 7,0 км)
- р. Морсовка (9,5 км)
- струмок Капустовий (9,0 км)
- р. Лумля (13,0 км)
- Межівник (рос. дореф. Межевникъ)[2][3]. Починається біля села Баранівка, впадає у Різню за 20 км від її гирла[4][5]. За офіційною інформацією «Житомирського обласного управління водних ресурсів» серед найбільших приток річки Різня потік зазначений як «Стр. б/н, с. Баранівка». Довжина річки — 5,5 км.[4]
- струмок без назви, с. Червоний Лан (1,0 км)

Ліві:
- р. Млинок (5,0 км)
- Телемень[6]. Бере свій початок на східній околиці села Будо-Вороб'ї. Від витоку тече переважно на південний захід та впадає на південному заході від села Привітне до річки Різня на 10 км від її гирла.[7] За офіційною інформацією «Житомирського обласного управління водних ресурсів» серед найбільших приток річки Різня потік зазначений як «Стр. б/н, с. Клітня». Довжина річки — 9,2 км; площа басейну — 28,5 км²[4]
- р. Студень (21,1 км)
- р. Романівка (10,8 км)
- р. Дідівка (6,8 км)

## Живлення
Живлення річки змішаного типу — поверхневі (дощові, снігові води) та підземні води.

## Використання
У басейні річки утворено декілька ставків — перший між притоками Дідівка і Романівка та другий, найбільший, між притоками Романівка і Лумля площею 64,6 га та об'ємом 1,3 млн. м³; споруджена система меліоративних каналів. Використовується для технічного водопостачання.

## Населені пункти
Над Різнею знаходяться села (від витоку): лівий берег — Баранівка, правий берег — Лумля, Різня, Любовичі.

## Дорожні споруди
Річку перетинають два автомобільні шляхи територіального значення — Т 0607 (село Різня) та Т 0608 (село Баранівка).
У селах Любовичі та Різня через річку перекинуті залізобетонні мости довжиною 36 м, шириною проїжджої частини 8 і 7 м відповідно та вантажопідйомністю 30 т.

## Назва
Назва річки має слов'янське походження. За однією з версій вона походить від давньої битви, січі, різанини, яка відбулась у цій місцевості. Біля витоків річки, неподалік сіл Лісове, Омелянівка та Репище знаходиться однойменне урочище. За іншою версією річка отримала назву через те, що на своєму шляху немов прорізає навколишні піщані осипи.